# Simeon Shezuri
Simeon Shezuri (o Rabbi Simeon di Shezur, in ebraico שמעון שזורי‎?, letto come Shimon Shazuri) (Galilea, ... – ...; fl. I secolo) era un saggio ebreo Tanna della quarta generazione.
Il suo cognome Shezuri potrebbe essere sia una variante della parola ebraica Shezirah (שזירה), e quindi avere il significato ebraico che dichiara una possibile sua professione: la filatura di fibre tessili, sia il villaggio in cui risiedeva: Shezor, in Galilea. I suoi contributi sono registrati in tutta la Mishnah e Talmud.
Fu un discepolo del rabbino Tarfon, tuttavia il Talmud non dà notizie della sua vita personale. L'unico caso in cui viene nominato è nel Dikdukei Soferim, dove si racconta che la famiglia di Rabbi Simeon Shezuri fosse proprietaria di "una casa nella Galilea settentrionale", finché non andarono in bancarotta come punizione per la loro noncuranza dei principi halakhici  "Dinei Mamon" (diritti di proprietà).

## La tomba
Il nome del villaggio "Shezor" somiglia al nome della vicina comunità drusa "Sajur", dove si trova la tomba attribuita a Simeon Shezurid, e al nome della moderna comunità Moshav "Shezor",  anch'essa vicina al luogo.
La tradizione scritta al riguardo di questa tomba iniziò nel XIII secolo, registrata da Menachem ben Peretz di Hebron, che visitò la zona nel 1215 (ד'תתקע"ה del calendario ebraico).